# 田中啓一 (蕨市長)
田中 啓一（たなか けいいち、1926年（大正15年）4月2日 - 2021年（令和3年）6月21日）は、日本の政治家。埼玉県蕨市の前市長である。位階は従四位。

## 経歴
1944年3月に埼玉県立川越工業学校（現・埼玉県立川越工業高等学校）を卒業した。
父の反対を押し切り、1953年に蕨市議会議員に出馬・当選した。
1970年に市議会議長を経て、1975年に蕨市長に当選した。
1980年に日本で全国初の総合体育館併設のコミュニティーセンターを落成、1988年には日本で全国初のまちづくり条例を制定させた。また任期では大阪府貝塚市の市長である吉道勇の10期に次いで全国2番目となり、高齢市長としては上から3番目にランクされた。
2007年の2月21日に勇退を表明、同年6月3日に行われた蕨市長選では、蕨市議の庄野拓也を後継指名したが、共産党系無所属の賴髙英雄に敗れた。保守派の敗北となり「市民が選択したことなので、結果は市民が負う。市長が代わっても何でもかんでも変えられない。そんなことをしたら財政が破綻する」と改革派を牽制したコメントを出した。
2008年5月3日に蕨市名誉市民称号を授与され、同年11月に旭日中綬章も受章した。
2021年6月21日0時52分、老衰のためさいたま市の病院で死去。95歳没。死没日をもって従四位に叙される。

## 人物
市の広報誌の雑感には、毎月第1木曜日に市民との会合を開き、350回にのぼったとある。健康の秘訣は「暴飲暴食と夜遊びはしなかったこと」。退任の挨拶では「32年間問題もなく、満期で退任するのはホッとすると同時に安心した」とコメントを残している。
退任直前、読売新聞から2004年に市内小学校で発生したいじめ自殺についての取材を受けるも、その応答が「他人事のような対応に終始」と評せられる（2007年5月19日付コラム）。